# Wikipedia Zero
Wikipedia Zero er et projekt under Wikimedia Foundation der skal give gratis adgang til Wikipedia på mobiltelefoner, specielt i udviklingslandene. Det skal ske via zero-rating, som betyder at man intet datagebyr betaler til mobilselskabet når man tilgår en bestemt website, i dette tilfælde Wikipedia.
Projektet blev søsat i 2012, og vandt i 2013 SXSW Interactive Award for activism.
Projektets formål er at forøge adgangen til fri viden gennem gratis dataadgang.
Facebook Zero er blevet nævnt som inspiration for Wikipedia Zero.

## Historik
Nedenstående er en udvalgt liste over iværksættelser. For en komplet liste henvises til Wikimedia Foundation: mobile network partners.
- Maj 2012: Malaysia, med Digi Telecommunications[6]
- Juli 26, 2012: Kenya, med Orange S.A.
- Oktober 2012: Thailand, med dtac; Saudi Arabien med Saudi Telecom Company
- Maj 2013: Pakistan, med Mobilink[7][8]
- Juni 2013: Sri Lanka, med Dialog Axiata[9]
- Oktober 2013: Jordan, med Umniah; Bangladesh, med Banglalink[10][11]
- April 2014: Kosovo, med IPKO-netværket[12]
- Maj 2014: Nepal, med Ncell[13] og i Kirgisistan med Beeline[14]
- Maj 2014: Nigeria, med Airtel Nigeria [15]
- Oktober 2014: Ukraine, med Kyivstar[16]
- December 2014: Ghana, med MTN Ghana[17][18]
- September 2014: Myanmar, med Telenor[19]
- December 2014: Angola, med Unitel S.A.

## Modtagelse og betydning
Chiles Subsecretaria de Telecomunicaciones har bestemt at zero-rating-tjenester som Wikipedia Zero, Facebook Zero, og Google Free Zone, der subsidierer mobildatabrug, er i modstrid med lov om netneutralitet og skal indstille deres praksis pr. 1. juni 2014.
Electronic Frontier Foundation har udtalt, at "selvom de forstår tankegangen bag Wikipedia Zero, er zero-ratede tjenester et farligt kompromis." Accessnow.org og har været mere kritiske, idet de har udtalt, at "Wikimedia har altid været i front, når det gjaldt fri adgang til information, men det er afgørende at beskrive zero-ratingtjenester for det de er: Kortsigtede aftaler der gør stor skade på fremtiden for det åbne internet." Wikimedia Foundations Gayle Karen Young forsvarede programmet overforWashington Post: "Vi har et kompliceret forhold til netneutralitet. Vi tror på netneutralitet i USA" men tilføjer at man må se på Wikipedia Zero i et andet perspektiv i andre lande: "At selvom partnerskaber med teleselskaber udvisker netneutralitet på kort sigt, opfylder det vores målsætning om at tilbyde fri viden til alle."
Hilary Heuler argumenterer for at "for mange vil "zero-rate" programmer begrænse deres online-adgang til internettets sværvægteres "indhegnede haver". For millioner af brugere vil Facebook og Wikipedia blive synonymt med internettet".
I 2015 fandt studier der undersøgte hvordan tilsvarende programmer som Facebook Zero havde formet internetbrug i udviklingslandene, at 11% af indonesere som sagde at de brugte Facebook også sagde at de ikke brugte internettet. 65% af nigerianerne og 61% af indoneserne var enige i udsagnet "Facebook er internettet" sammenlignet med kun 5% af amerikanerne.